# 1900年パリオリンピックのアーチェリー競技
1900年パリオリンピックのアーチェリー競技（1900ねんパリオリンピックのアーチェリーきょうぎ）は、オリンピック初のアーチェリー競技である。

## 競技結果
| 種目                           | 金                                          | 銀                                                           | 銅                                    |
| コルドン・ドレ50m個人          | Henri Hérouin フランス (FRA)                | ヒューバート・ヴァン・イニス ベルギー (BEL)                  | Émile Fisseux フランス (FRA)          |
| コルドン・ドレ33m個人          | ヒューバート・ヴァン・イニス ベルギー (BEL) | Victor Thibaud フランス (FRA)                                | Charles Frédéric Petit フランス (FRA) |
| シャプレ50m個人                | Eugène Mougin フランス (FRA)                | Henri Helle フランス (FRA)                                   | Émile Mercier フランス (FRA)          |
| シャプレ33m個人                | ヒューバート・ヴァン・イニス ベルギー (BEL) | Victor Thibaud フランス (FRA)                                | Charles Frédéric Petit フランス (FRA) |
| Championnat du Monde個人       | Henri Hérouin フランス (FRA)                | ヒューバート・ヴァン・イニス ベルギー (BEL)                  | Not awarded                           |
| ペルシェ・ア・ラ・エルス個人   | Emmanuel Foulon ベルギー (BEL)              | Auguste Serrurier フランス (FRA) Emile Druart ベルギー (BEL) | Not awarded                           |
| ペルシェ・ア・ラ・ピラミド個人 | Émile Grumiaux フランス (FRA)               | Auguste Serrurier フランス (FRA)                             | Louis Glineux ベルギー (BEL)          |

## 参加国
3ヶ国から153人が参加した。
- ベルギー (18)
- フランス (129)
- オランダ (6)